# Lomas de Chapultepec (Guerrero)
Lomas de Chapultepec es una localidad ubicada en el Municipio de Acapulco, Guerrero. En 2010 contaba con una población de 2 173. Se localiza a 10 metros sobre el nivel del mar y es la 12 localidad más poblada del municipio.

## Demografía
Según el censo del Instituto Nacional de Estadística y Geografía la localidad contaba con 2 173 habitantes en 2010. A comparación del 2005, la localidad contabá con 2 051 habitantes teniendo un crecimiento poblacional del 5.9%
| Población de Lomas de Chapultepec |       |
| 2000                              | 1,722 |
| 2005                              | 2,051 |
| 2010                              | 2,173 |

## Proyecto hidráulico
El 29 de agosto de 2011 el gobernador Angel Aguirre Rivero y el director de la Comisión Nacional de Agua, José Luis Luege Tamargo dieron inicio al proyecto del Acueducto de Abastecimiento en la localidad de Lomas de Chapultepec con una inversión de 800 millones de pesos, el proyecto abastecerá 550 litros por segundo.
Abastecerá a Puerto Marques, Diamante, Lomas de Chapultepec y Lano Largo, Icacos, Renacimiento y El Colosoentre, entre otras, que en su total son un millón 800 mil habitantes.
La inversión fue 51% del Gobierno Estatal y 49% Federal, el proyecto terminará en diciembre de 2013.

### Presa La Parota
El proyecto de Presa La Parota, impulsado por la Comisión Federal de Electricidad a diferencias del proyecto hidráulico está actualmente en detenido por la inconformidad de los ejidatarios de Lomas de Chapultepec, ya que para realizarlo el gobierno reclama terrenos que son de ellos.
Estuvo en juicio durante casi 10 años y en agosto del 2012, el gobernador Angel Aguirre Rivero firmó el acuerdo Cacahuatepec con el que dice que el gobierno estatal no apoyará al proyecto, pero dijo que si se llegará a realizar el proyecto duraría 5 años.